# Elena Könz
Elena Könz (ur. 12 września 1987 w Chur) – szwajcarska snowboardzistka, specjalizująca się w konkurencjach slopestyle i big air, mistrzyni świata.

## Kariera
Po raz pierwszy na arenie międzynarodowej pojawiła się 24 lutego 2007 roku w Bettmeralp, gdzie zajęła drugie miejsce w zawodach FIS Race w big air. Nigdy nie startowała na mistrzostwach świata juniorów. W zawodach Pucharu Świata zadebiutowała 11 stycznia 2013 roku w Copper Mountain, zajmując czwarte miejsce w slopestyle'u. Tym samym już w swoim debiuciue zdobyła pierwsze pucharowe punkty. Pierwszy raz na podium zawodów tego cyklu stanęła 22 grudnia 2013 roku w tej samej miejscowości, kończąc rywalizację w slopestyle'u na trzeciej pozycji. W zawodach tych wyprzedziły ją jedynie Czeszka Šárka Pančochová i kolejna Szwajcarka, Isabel Derungs. Najlepsze wyniki zanotowała w sezonie 2014/2015, kiedy to zajęła siódme miejsce w klasyfikacji generalnej AFU, a w klasyfikacji slopestyle'u była piąta.
Największy sukces w karierze osiągnęła w 2015 roku, kiedy podczas mistrzostw świata w Kreischbergu zdobyła złoty medal w big air. Był to debiut tej konkurencji w programie MŚ, Könz została tym samym pierwszą w historii mistrzynią świata w big air. W zawodach tych wyprzedziła Merikę Enne z Finlandii i swą rodaczkę, Sinę Candrian. Była też między innymi dziesiąta w slopestyle'u na mistrzostwach świata w Sierra Nevada w 2017 roku. W 2014 roku brała udział w igrzyskach olimpijskich w Soczi, gdzie w tej samej konkurencji była dziewiąta.

## Osiągnięcia

### Igrzyska olimpijskie
| Miejsce | Dzień    | Rok  | Miejscowość | Konkurencja | Zwyciężczyni   |
| ------- | -------- | ---- | ----------- | ----------- | -------------- |
| 9.      | 9 lutego | 2014 | Soczi       | Slopestyle  | Jamie Anderson |

### Mistrzostwa świata
| Miejsce | Dzień       | Rok  | Miejscowość   | Konkurencja | Zwyciężczyni    |
| ------- | ----------- | ---- | ------------- | ----------- | --------------- |
| DNS     | 18 stycznia | 2013 | Stoneham      | Slopestyle  | Spencer O’Brien |
| 18.     | 21 stycznia | 2015 | Kreischberg   | Slopestyle  | Miyabi Onitsuka |
| 1.      | 24 stycznia | 2015 | Kreischberg   | Big air     | -               |
| 10.     | 11 marca    | 2017 | Sierra Nevada | Slopestyle  | Laurie Blouin   |
| 22.     | 17 marca    | 2017 | Sierra Nevada | Big air     | Anna Gasser     |

### Puchar Świata

#### Miejsca w klasyfikacji generalnej
- sezon 2012/2013: 30.
- sezon 2013/2014: 18.
- sezon 2014/2015: 7.
- sezon 2015/2016: 47.
- sezon 2016/2017: 24.

#### Miejsca na podium w zawodach
1. Copper Mountain – 22 grudnia 2013 (slopestyle) - 3. miejsce
2. Park City – 27 lutego 2015 (slopestyle) - 3. miejsce